# Sailu
Sailu är en ort i Indien.   Den ligger i distriktet Parbhani och delstaten Maharashtra, i den centrala delen av landet, 1 000 km söder om huvudstaden New Delhi. Sailu ligger 424 meter över havet och antalet invånare är 42 879.
Terrängen runt Sailu är platt. Runt Sailu är det ganska tätbefolkat, med 214 invånare per kvadratkilometer. Sailu är det största samhället i trakten. Trakten runt Sailu består till största delen av jordbruksmark.